# Persone di nome Michael/Giocatori di football americano
| Questa pagina contiene informazioni ricavate automaticamente dalle voci biografiche con l'ausilio del template Bio e di un bot. L'aggiornamento è periodico e automatico e ricostruisce completamente la pagina. Se manca una persona in questa lista, sei pregato di non aggiungerla, ma accertati piuttosto che la sua voce biografica contenga il template Bio e che i dati anagrafici siano correttamente compilati. Se il template Bio manca, inseriscilo tu stesso o, in alternativa, metti l'avviso {{tmp\|Bio}} che ne segnala la mancanza. Se i dati riportati sono sbagliati, correggi direttamente la voce biografica; le modifiche saranno visibili in questa lista entro pochi giorni. Per chiarimenti vedi il progetto antroponimi. La lista contiene solo le 156 persone che sono citate nell'enciclopedia e per le quali è stato implementato correttamente il template Bio. Pagina aggiornata al 23 mag 2025. |

Questa è una lista di persone presenti nell'enciclopedia che hanno il nome Michael e sono giocatori di football americano.

## A(5)
- Mike Adamle, ex giocatore di football americano statunitense (Euclid, n. 1949)
- Mike Adams, ex giocatore di football americano statunitense (Paterson, n. 1981)
- Mikey Alfieri, giocatore di football americano statunitense
- Mike Alstott, ex giocatore di football americano statunitense (Joliet, n. 1973)
- Mike Anderson, ex giocatore di football americano statunitense (Winnsboro, n. 1973)

## B(18)
- Michael Barrett, giocatore di football americano statunitense (Valdosta, n. 1999)
- Michael Bazeyidio, giocatore di football americano svizzero
- Michael Bennett, ex giocatore di football americano statunitense (Avondale, n. 1985)
- Michael Bennett, ex giocatore di football americano statunitense (Milwaukee, n. 1978)
- Michael Birdsong, ex giocatore di football americano statunitense (Colonial Heights, n. 1993)
- Mike Black, ex giocatore di football americano statunitense (Auburn, n. 1964)
- Michael Boley, giocatore di football americano statunitense (Gadsden, n. 1982)
- Michael Booker, ex giocatore di football americano statunitense (Cincinnati, n. 1975)
- Mike Boryla, ex giocatore di football americano statunitense (Rockville Centre, n. 1951)
- Michael Boulware, ex giocatore di football americano statunitense (Columbia, n. 1981)
- Michael Bowie, giocatore di football americano statunitense (Tulsa, n. 1991)
- Mike Brewster, giocatore di football americano statunitense (Orlando, n. 1989)
- Mike Brisiel, giocatore di football americano statunitense (San Marcos, n. 1983)
- Michael Brockers, ex giocatore di football americano statunitense (Houston, n. 1990)
- Michael Buchanan, giocatore di football americano statunitense (Homewood, n. 1991)
- Michael Burton, giocatore di football americano statunitense (Long Valley, n. 1992)
- Michael Bush, ex giocatore di football americano statunitense (Louisville, n. 1984)
- Mike Butler, ex giocatore di football americano statunitense (Washington, n. 1954)

## C(9)
- Michael Campanaro, giocatore di football americano statunitense (Silver Spring, n. 1991)
- Michael Carter II, giocatore di football americano statunitense (Douglasville, n. 1999)
- Michael Carter, giocatore di football americano statunitense (Navarre, n. 1999)
- Mike Cobb, ex giocatore di football americano statunitense (Youngstown, n. 1955)
- Michael Cobbins, ex giocatore di football americano statunitense
- Mike Collier, giocatore di football americano statunitense (Baltimora, n. 1953 - Hagerstown, † 2025)
- Michael Cox, giocatore di football americano statunitense (Boston, n. 1989)
- Michael Crabtree, ex giocatore di football americano statunitense (Dallas, n. 1987)
- Mike Croel, ex giocatore di football americano statunitense (Detroit, n. 1969)

## D(5)
- Mike Danna, giocatore di football americano statunitense (Detroit, n. 1997)
- Michael Deiter, giocatore di football americano statunitense (Curtice, n. 1996)
- Michael Dickson, giocatore di football americano australiano (Sydney, n. 1996)
- Mike Ditka, ex giocatore di football americano e allenatore di football americano statunitense (Carnegie, n. 1939)
- Michael Dogbe, giocatore di football americano statunitense (Parsippany-Troy Hills, n. 1996)

## E(2)
- Michael Egnew, giocatore di football americano statunitense (Plainview, n. 1989)
- Mike Evans, giocatore di football americano statunitense (Galveston, n. 1993)

## F(4)
- Michael Faulds, ex giocatore di football americano e allenatore di football americano canadese (Eden Mills, n. 1983)
- Michael Floyd, giocatore di football americano statunitense (Saint Paul, n. 1989)
- Mike Ford, giocatore di football americano statunitense (St. Louis, n. 1998)
- Mike Frier, giocatore di football americano statunitense (Jacksonville, n. 1969 - Atlanta, † 2015)

## G(10)
- Michael Gallup, giocatore di football americano statunitense (Atlanta, n. 1996)
- Mike Garrett, ex giocatore di football americano statunitense (Los Angeles, n. 1944)
- Mike Gentili, giocatore di football americano e allenatore di football americano statunitense (Leominster, n. 1989)
- Mike Gesicki, giocatore di football americano statunitense (Lakewood, n. 1995)
- Mike Gillislee, giocatore di football americano statunitense (DeLand, n. 1990)
- Mike Glennon, giocatore di football americano statunitense (Contea di Fairfax, n. 1989)
- Mike Goodson, giocatore di football americano statunitense (Irvington, n. 1987)
- Shayne Graham, ex giocatore di football americano statunitense (Radford, n. 1977)
- Mike Green, ex giocatore di football americano statunitense (Ruston, n. 1976)
- Mike Green, giocatore di football americano statunitense (Williamsburg, n. 2003)

## H(15)
- Michael Habetin, giocatore di football americano austriaco (Innsbruck, n. 1991)
- Michael Haddix, ex giocatore di football americano statunitense (Walnut, n. 1961)
- Mike Haight, ex giocatore di football americano statunitense (Manchester, n. 1962)
- Michael Hall Jr., giocatore di football americano statunitense (Cleveland, n. 2003)
- Mike Harris, giocatore di football americano statunitense (Miami, n. 1989)
- Michael Harris, giocatore di football americano statunitense (Oakland, n. 1988)
- Mike Hartenstine, ex giocatore di football americano statunitense (Bethlehem, n. 1953)
- Mike Hawkins, giocatore di football americano statunitense (Dallas, n. 1983)
- Mike Haynes, giocatore di football americano statunitense (Denison, n. 1953)
- Michael Hoecht, giocatore di football americano canadese (Oakville, n. 1997)
- Mike Hohensee, ex giocatore di football americano e allenatore di football americano statunitense (Inglewood, n. 1961)
- Mike Holovak, giocatore di football americano e allenatore di football americano statunitense (Lansford, n. 1919 - Ruskin, † 2008)
- Michael Hoomanawanui, giocatore di football americano statunitense (Bloomington, n. 1988)
- Mike Horan, ex giocatore di football americano statunitense (Orange, n. 1959)
- Michael Huff, ex giocatore di football americano statunitense (Irving, n. 1983)

## I(2)
- Michael Irvin, ex giocatore di football americano e attore statunitense (Fort Lauderdale, n. 1966)
- Mike Iupati, ex giocatore di football americano statunitense (Vaitogi, n. 1987)

## J(11)
- Michael Jackson, ex giocatore di football americano statunitense (Pasco, n. 1957)
- Mike Jackson, giocatore di football americano statunitense (Birmingham, n. 1997)
- Mike Jarmoluk, giocatore di football americano statunitense (Filadelfia, n. 1922 - Ocala, † 2004)
- Michael Jenkins, giocatore di football americano statunitense (Tampa, n. 1982)
- Michael Jerrell, giocatore di football americano statunitense (Indianapolis, n. 1998)
- Marcus Johnson, giocatore di football americano statunitense (Greenville, n. 1981)
- Mike Johnson, ex giocatore di football americano statunitense (Pensacola, n. 1987)
- Michael Johnson, giocatore di football americano statunitense (Selma, n. 1987)
- Mac Jones, giocatore di football americano statunitense (Jacksonville, n. 1998)
- Michael Jordan, giocatore di football americano statunitense (Cincinnati, n. 1998)
- Mike Junkin, ex giocatore di football americano statunitense (North Little Rock, n. 1964)

## K(1)
- Mike Kenn, ex giocatore di football americano statunitense (Evanston, n. 1956)

## L(1)
- Mike Lodish, ex giocatore di football americano statunitense (Detroit, n. 1967)

## M(15)
- Mike Mamula, ex giocatore di football americano statunitense (Lackawanna, n. 1973)
- Mike Martin, giocatore di football americano statunitense (Detroit, n. 1990)
- Shane Matthews, ex giocatore di football americano statunitense (Pascagoula, n. 1970)
- Michael Mauti, giocatore di football americano statunitense (New Orleans, n. 1990)
- Michael Mayer, giocatore di football americano statunitense (Independence, n. 2001)
- Mike McCarthy, ex giocatore di football americano e allenatore di football americano statunitense (Pittsburgh, n. 1963)
- Mike McCormack, giocatore di football americano e allenatore di football americano statunitense (Chicago, n. 1930 - † 2013)
- Michael McCrary, ex giocatore di football americano statunitense (Vienna, n. 1970)
- Mike McCoy, ex giocatore di football americano statunitense (Erie, n. 1948)
- Mike Mitchell, giocatore di football americano statunitense (Fort Thomas, n. 1987)
- Mike Moroski, ex giocatore di football americano statunitense (Bakersfield, n. 1957)
- Mike Morris, giocatore di football americano statunitense (Belle Glade, n. 2001)
- Mike Mularkey, ex giocatore di football americano e allenatore di football americano statunitense (Miami, n. 1961)
- Mike Munchak, ex giocatore di football americano e allenatore di football americano statunitense (Scranton, n. 1960)
- Anthony Muñoz, ex giocatore di football americano statunitense (Ontario, n. 1959)

## N(2)
- Mike Neal, giocatore di football americano statunitense (Merrillville, n. 1987)
- Mike Nelms, ex giocatore di football americano statunitense (Fort Worth, n. 1955)

## O(3)
- Michael Oher, ex giocatore di football americano statunitense (Memphis, n. 1986)
- Michael Ojemudia, giocatore di football americano statunitense (Farmington Hills, n. 1997)
- Michael Onwenu, giocatore di football americano statunitense (Detroit, n. 1997)

## P(13)
- Michael Palmer, ex giocatore di football americano statunitense (Stone Mountain, n. 1988)
- Michael Penix Jr., giocatore di football americano statunitense (Tampa, n. 2000)
- Mike Pennel, giocatore di football americano statunitense (Topeka, n. 1991)
- Michael Dean Perry, ex giocatore di football americano statunitense (Aiken, n. 1965)
- Mike Person, ex giocatore di football americano e allenatore di football americano statunitense (Glendive, n. 1992)
- Michael Peterson, ex giocatore di football americano statunitense (Atlantic, n. 1982)
- Mike Pettine, ex giocatore di football americano e allenatore di football americano statunitense (Doylestown, n. 1966)
- Mike Phipps, ex giocatore di football americano statunitense (Shelbyville, n. 1947)
- Michael Pierce, ex giocatore di football americano statunitense (Daphne, n. 1992)
- Michael Pittman Jr., giocatore di football americano statunitense (n. 1997)
- Michael Pittman, ex giocatore di football americano statunitense (New Orleans, n. 1975)
- Mike Pitts, giocatore di football americano e allenatore di football americano statunitense (Pell City, n. 1960 - † 2021)
- Mike Pritchard, ex giocatore di football americano statunitense (Shaw Air Force Base, n. 1969)

## Q(1)
- Mike Quick, ex giocatore di football americano statunitense (Hamlet, n. 1960)

## R(6)
- Mike Rae, ex giocatore di football americano statunitense (Long Beach, n. 1951)
- Mike Richardson, ex giocatore di football americano statunitense (Compton, n. 1961)
- Michael Roberts, giocatore di football americano statunitense (Cleveland, n. 1994)
- Michael Roos, ex giocatore di football americano statunitense (Taebla, n. 1982)
- Mike Rozier, ex giocatore di football americano statunitense (Camden, n. 1961)
- Mike Rumph, ex giocatore di football americano statunitense (Delray Beach, n. 1979)

## S(11)
- Michael Sam, ex giocatore di football americano e allenatore di football americano statunitense (Houston, n. 1990)
- Michael Schachermayr, giocatore di football americano austriaco (n. 1994)
- Mike Schad, ex giocatore di football americano canadese (Trenton, n. 1963)
- Michael Schofield, giocatore di football americano statunitense (Orland Park, n. 1990)
- Mike Scifres, giocatore di football americano statunitense (Metarie, n. 1982)
- Mike Sherrard, ex giocatore di football americano statunitense (Oakland, n. 1963)
- Michael Sinclair, ex giocatore di football americano e allenatore di football americano statunitense (Galveston, n. 1968)
- Mike Singletary, ex giocatore di football americano e allenatore di football americano statunitense (Houston, n. 1958)
- Michael Smith, giocatore di football americano statunitense (Tucson, n. 1988)
- Michael Strachan, giocatore di football americano bahamense (Freeport, n. 1999)
- Michael Strahan, ex giocatore di football americano statunitense (Houston, n. 1971)

## T(6)
- Michael Thomas, giocatore di football americano statunitense (Houston, n. 1989)
- Michael Thomas, giocatore di football americano statunitense (Los Angeles, n. 1993)
- Mike Thomas, giocatore di football americano statunitense (Chicago, n. 1994)
- Mike Tomlin, ex giocatore di football americano e allenatore di football americano statunitense (Hampton, n. 1972)
- Michael Turner, ex giocatore di football americano statunitense (North Chicago, n. 1982)
- Mike Tyson, giocatore di football americano statunitense (Norfolk, n. 1993)

## V(3)
- Mike Vanderjagt, giocatore di football americano canadese (Oakville, n. 1970)
- Michael Vick, ex giocatore di football americano statunitense (Newport News, n. 1980)
- Mike Vrabel, ex giocatore di football americano e allenatore di football americano statunitense (Akron, n. 1975)

## W(13)
- Michael Waddell, giocatore di football americano statunitense (Ellerbe, n. 1981)
- Mike Wagner, ex giocatore di football americano statunitense (Waukegan, n. 1949)
- Mike Webster, giocatore di football americano statunitense (Tomahawk, n. 1952 - Pittsburgh, † 2002)
- Michael Westbrook, ex giocatore di football americano statunitense (Detroit, n. 1972)
- Michael Wilhoite, ex giocatore di football americano e allenatore di football americano statunitense (Topeka, n. 1986)
- Mike Williams, giocatore di football americano statunitense (Buffalo, n. 1987 - Tampa, † 2023)
- Mike Williams, ex giocatore di football americano statunitense (Tampa, n. 1984)
- Duke Williams, giocatore di football americano statunitense (Reno, n. 1990)
- Michael Williams, giocatore di football americano statunitense (Reform, n. 1990)
- Mike Williams, ex giocatore di football americano statunitense (Dallas, n. 1980)
- Mike Wilson, ex giocatore di football americano statunitense (Los Angeles, n. 1958)
- Michael Wilson, giocatore di football americano statunitense (Simi Valley, n. 2000)
- Michael Woods II, giocatore di football americano statunitense (Magnolia, n. 2000)